# Anne Riecke
Anne Riecke (* 1983) ist eine deutsche Politikerin (FDP). Seit Dezember 2024 ist sie Abgeordnete im Schleswig-Holsteinischen Landtag.

## Leben
Riecke war bis zu ihrem Einzug in den Landtag Lehrerin an einer Gemeinschaftsschule für die Fächer Deutsch, Geschichte und Physik. Sie ist verheiratet und hat eine Tochter.
Riecke ist Vorsitzende des FDP-Kreisverbandes im Kreis Dithmarschen. Von 2013 bis 2024 war sie Bürgermeisterin von Hennstedt. Bereits ab 2008 war sie Mitglied der dortigen Gemeindevertretung.
Bei der Landtagswahl in Schleswig-Holstein 2022 kandidierte Riecke im Landtagswahlkreis Dithmarschen-Schleswig und auf Platz 6 der Landesliste der FDP, verfehlte jedoch zunächst den Einzug in den Landtag. Sie rückte am 13. Dezember 2024 für Oliver Kumbartzky in den Landtag nach.